# Stemmern (Sülzetal)

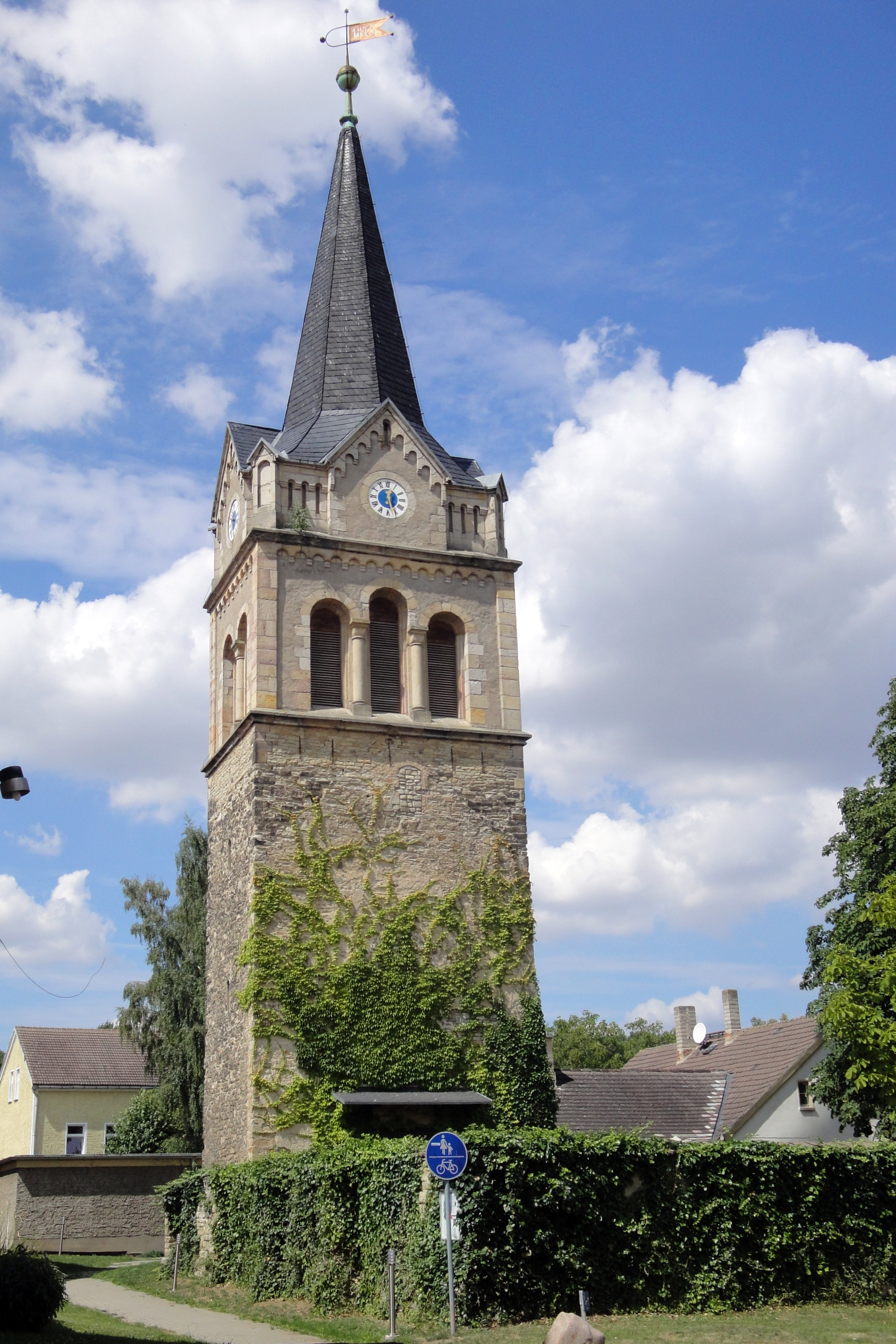
Kirchturm in Stemmern

Stemmern ist ein Ortsteil der Einheitsgemeinde Sülzetal im Landkreis Börde in Sachsen-Anhalt.

## Geografie
Stemmern liegt in der touristischen Region der Magdeburger Börde etwa 16 km südlich von Magdeburg. Durch den Ort verläuft die Bundesstraße 246a.

## Geschichte
Am 20. Juli 1950 wurde Stemmern in das benachbarte Bahrendorf eingemeindet. Seit 1994 gehörte Stemmern zur Verwaltungsgemeinschaft Sülzetal. Im Jahr 2001 wurde es Ortsteil der neu gebildeten Gemeinde Sülzetal.

## Politik

### Ortschaftsrat
Der Ortschaftsrat besteht aus drei Mitgliedern. Vorsitzender des Ortschaftsrates ist Eckhard Röseler (CDU).

### Wappen

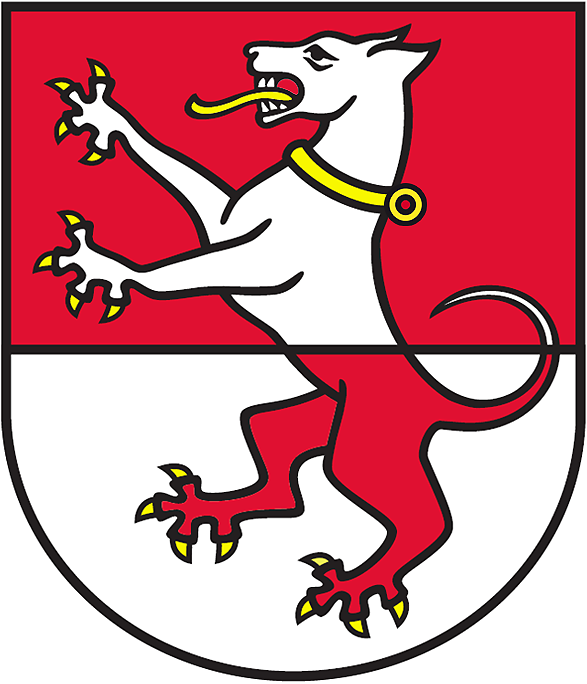
Wappen von Stemmern

Blasonierung: „In Rot über Silber (Weiß) geteiltem Schild einen nach rechts aufstehenden Hund in verwechselten Farben, mit goldenem Halsband und goldener Bewehrung.“ 
Stemmern führte 1938 dieses neue eigene Wappen ein. Das Wappen ist von dem Familienwappen einer bestimmten Linie der Edelherren von Hakeborn hergeleitet, die einen halben Hund im Wappen geführt hat. Diese Familie hat mindestens seit dem 14. Jahrhundert Lehen und Besitzungen in Stemmern, Sülldorf und Bahrendorf besessen, wie aus Urkunden von Äbten des Klosters Berge hervorgeht. Der Rot-Silber (Weiß) geteilte Schild ist das Landeswappen des Erzstiftes Magdeburg, in welchem Stemmern gelegen hat. Die Gestaltung dieses 1938 eingeführten Wappens wurde nach Angaben des Staatsarchiv-Rates Otto Korn von dem in Osterweddingen lebenden Grafiker Willi Kluge ausgeführt. (nach Nowak, Agrarmuseum Ummendorf, 1989)